# Johann Knief
Johann Knief   (Bremen, 20 d'abril de 1880 - Bremen, 6 d'abril de 1919) fou un professor d'alemany, editor i polític.
Després d'anar a l'escola fins a 1901, va completar la formació com a mestre d'escola. Knief va militar des de 1906 a l'SPD i es convertí en un dels portaveus de l'anomenada "Esquerra de Bremen" dins l'SPD. L'agost de 1914 va ser reclutat, però després de prendre part en les batalles al front occidental va ser donat de baixa a l'exèrcit a causa d'una malaltia nerviosa. Va lluitar en contra de la posició de l'SPD a favor de la guerra i va acollir amb satisfacció el rebuig dels crèdits de guerra per Karl Liebknecht al Reichstag, el 2 de desembre de 1914.
Des de juny de 1916 fins al març de 1919, va publicar la revista Arbeiterpolitik, dedicada a propugnar una política autònoma de la classe obrera. Es posicionà clarament a favor de què l'ala esquerra radical de l'SPD se separés del partit i constituís una nova formació liderada pels espartaquistes. Va realitzar un treball il·legal d'organització a Berlín i a Múnic, on va ser detingut el gener de 1918. El febrer de 1918, es trobava en "custòdia protectora" a Berlín, fins que va ser alliberat, el novembre de 1918, per la Revolució.
Sota el seu lideratge, es va constituir el novembre de 1918 a Bremen, el grup d'esquerra radical Comunistes Internacionals d'Alemanya (IKD). Knief, malalt, no va assistir al congrés fundacional del Partit Comunista d'Alemanya (KPD), en el qual la Lliga Espartaquista es va fusionar amb l'IKD i altres grups. Era partidari, com Rosa Luxemburg i Karl Liebknecht, de la participació comunista a les eleccions constituents a l'Assemblea de Weimar.
Tot i la greu malaltia que l'afectava, Knief va ser nomenat el gener de 1919 membre del Consell de Comissaris del Poble de la Comuna de Bremen. Va morir, perseguit pels contrarevolucionaris, el 6 d'abril 1919.